# Нюрбург
Нюрбург (на немски: Nürburg) е община и курорт в планината Айфел в северната част на Рейнланд-Пфалц, Германия. Броят на населението му е 174 жители (към 31 декември 2017). Намира се на 602 m н.в. в близост до Нюрбургринг, пистата за провеждане на състезания от Формула 1.
В Нюрбург се намира замък Нюрбург, построен през 1169 г. от граф Улрих фон Аре.
- Замък Нюрбург
- Нюрбургринг